# Sender Europeu E10
El sender europeu de llarga distància E10 o sender E10 és un dels senders europeus de llarga distància, que va des de Finlàndia a través d'Alemanya, la República Txeca, Àustria, Itàlia, França a la costa mediterrània a Espanya. La longitud del sender és de 2.880 km (1.789 mi). L'Associació Europea d'Excursionistes no assumeix cap responsabilitat per l'E10 a Finlàndia, perquè no hi ha cap organització membre de l'ERA en aquest país.